# John Bunny

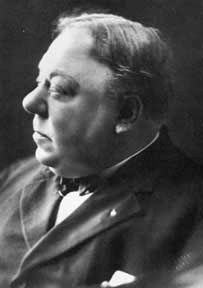
John Bunny

John Bunny född 21 september 1863 i New York, död 26 april 1915 i Brooklyn i New York, var en amerikansk skådespelare. Han räknas som den förste amerikanske komikern inom stumfilmen.

## Filmografi i urval
- 1909 - Cohen's Dream
- 1909 - Cohen at Coney Island
- 1911 - Little Nemo